# How to Disappear Completely
“How To Disappear Completely” é a quarta música do álbum Kid A, da banda britânica de rock alternativo Radiohead.

## Concepção
A música foi escrita por Thom Yorke com base em um sonho que ele teve, no qual flutuava pelo rio Liffey em Dublin, Irlanda, como se fosse um fantasma, que “desaparece de tudo” (daí o nome da música). Além disso, vários versos foram baseados em algo que Michael Stipe, do R.E.M., disse em uma conversa com ele. Ele disse que Thom sempre resolvia seus problemas dizendo “Eu não estou aqui, isso não está acontecendo”, como diz a música. A música pode ser interpretada de várias maneiras, pois pode ser vista como uma referência à despersonalização, por exemplo. Também vale a pena observar que Yorke admitiu em uma entrevista que muitas das letras das músicas do Kid A foram escritas colocando papéis com versos cortados em um chapéu e tirando-os aleatoriamente, embora ele não confirme que tenha feito isso com essa música.

## Recepção e críticas
Em 2006, Thom Yorke disse que gostaria que o Radiohead fosse lembrado por How to Disappear Completely, e que “foi a coisa mais linda que eles já fizeram” em uma entrevista no BBC Culture Show.